# The Great Songs of Roy Orbison
The Great Songs of Roy Orbison es un álbum recopilatorio del músico estadounidense Roy Orbison, publicado por la compañía discográfica MGM Records en febrero de 1970. 

## Lista de canciones
Todas las canciones compuestas por Roy Orbison y Bill Dees excepto donde se anota.
Cara A
1. "Breakin' Up Is Breakin' My Heart"
2. "Cry Softly Lonely One"(Joe Melson, Don Gant)
3. "Penny Arcade" (Sammy King)
4. "Ride Away"
5. "Southbound Jericho Parkway" (Bobby Bond)

Cara B
1. "Crawling Back"
2. "Heartache"
3. "Too Soon To Know" (Don Gibson)
4. "My Friend"
5. "Here Comes the Rain, Baby" (Mickey Newbury)